# Hamza Bronja
Hamza Bronja (serbisch-kyrillisch Хамза Броња, * 27. August 2004 in Novi Pazar, Serbien und Montenegro) ist ein serbischer Fußballspieler auf der Position eines Stürmers.

## Vereinskarriere
Hamza Bronja wurde am 27. August 2004 in der Universitätsstadt Novi Pazar im damaligen Staat Serbien und Montenegro geboren. Über seine anfängliche Fußballkarriere im Nachwuchsbereich ist nichts Näheres bekannt. Bis 2021 spielte er jedoch in der Jugendabteilung des FK Spartak Subotica im äußersten Norden Serbiens, dabei zuletzt vorrangig in der U-17-Mannschaft. Nachdem er ein Jahr lang vereinslos gewesen war, schloss er sich in Österreich der zweiten Mannschaft des Grazer AK an, sollte aber anfangs auch in der nur kurzlebigen dritten Mannschaft des Vereins zum Einsatz kommen. Nach einem Freundschaftsspieleinsatz der dritten Mannschaft gegen die U-18-Akademiemannschaft des LASK Anfang September 2022, bei dem Bronja bei der 1:4-Niederlage des GAK den einzigen Treffer seiner Mannschaft erzielte, wurde er gleich im nachfolgenden Ligaspiel in der achtklassigen 1. Klasse Mitte A gegen den TuS Rein II eingesetzt. Beim 7:4-Heimsieg der Grazer steuerte er bereits zwei Tore bei und gab nur eine Woche später sein Debüt in der Unterliga-Mannschaft der Rotjacken. Bis zum 22. Oktober 2022 kam der gebürtige Serbe in sieben Spielen der Unterliga Mitte zum Einsatz und erzielte dabei sechs Tore. Bei seinem letzten Meisterschaftseinsatz, einem knappen 5:4-Erfolg über den USV Eggersdorf, fiel Bronja besonders auf, als er einen Hattrick erzielte, das Spielfeld jedoch in der 65. Spielminute aufgrund einer Tätlichkeit und einer daraus resultierenden roten Karte frühzeitig verlassen musste. Vom Strafausschuss des Steirischen Fußballverbandes wurde der Spieler in weiterer Folge mit einer langen Sperre von über eineinhalb Jahren belegt, trat in der Zwischenzeit nur mehr in einem Freundschaftsspiel der dritten GAK-Mannschaft an und verließ danach Österreich in Richtung Heimat.
In der Winterpause 2022/23 schloss sich Bronja in seiner Geburtsstadt der U-19-Mannschaft des FK Novi Pazar an und kam ab März 2023 zu regelmäßigen Einsätzen in der Omladinska liga Srbije, der serbischen U-19-Liga. Bereits Ende April 2023 wurde er vom serbischen Globetrotter Davor Berber in die Profimannschaft des Klubs mit Spielbetrieb in der höchsten Fußballliga des Landes hochgeholt. Sein Pflichtspieldebüt gab der damals 18-Jährige am 3. Mai 2023 bei der klaren 0:4-Niederlage der Mannschaft gegen den FK TSC im Viertelfinale des serbischen Fußballpokals 2022/23. Nachdem er bis zu diesem Zeitpunkt durchgehend ohne Einsatz auf der Ersatzbank gesessen hatte, gab Bronja im sechsten Spiel der Meisterrunde am 20. Mai 2023 sein Debüt in der serbischen SuperLiga, als er ausgerechnet bei einer weiteren deutlichen Niederlage gegen den FK TSC in der 90. Spielminute für Bojica Nikčević eingewechselt wurde. Im darauffolgenden Spiel, der siebenten und damit letzten Partie der Meisterrunde, kam Bronja beim 2:2-Remis gegen Roter Stern Belgrad abermals zu einem Kurzeinsatz. Für den Novi Pazar war dies gleichzeitig der einzige Punktgewinn in der Meisterrunde; alle restlichen Spiele wurden verloren.
Noch im Sommer 2023 wechselte der zumeist als Mittelstürmer eingesetzte Bronja ablösefrei zum serbischen Drittligisten FK Jošanica, der gerade den Aufstieg aus der Viertklassigkeit geschafft hatte. Der Vertrag wurde jedoch umgehend wieder aufgelöst, nachdem sich für den Offensivspieler noch im selben Monat ein Wechsel zum Aufsteiger in die zweithöchste bosnische Fußballliga, den NK Čelik Zenica, aufgetan hatte. Zwei Monate später musste er den Verein jedoch wieder verlassen, da es zu Problemen bei der Registrierung des ausländischen Spielers gekommen und die einzige Möglichkeit einen ausländischen Spieler im Kader aufzunehmen gescheitert war. Nachdem der Vertrag in beidseitigem Einvernehmen aufgelöst worden war, wurde mit dem Spieler vereinbart, dass er eventuell in der Winterpause 2023/24 zurückkehren könne. Stattdessen wechselte Bronja Mitte Februar 2024 zum montenegrinischen Vizemeister FK Sutjeska Nikšić. Bei der Berichterstattung zum Wechsel sprach man von einer vorangegangenen sechsmonatigen Vereinszugehörigkeit zum FK Jošanica. Beim Klub aus Nikšić kam Bronja daraufhin jedoch nie zum Einsatz und wechselte im Sommer 2024 erneut zum FK Jošanica in die dritte serbische Liga.